# Ostgotenreich

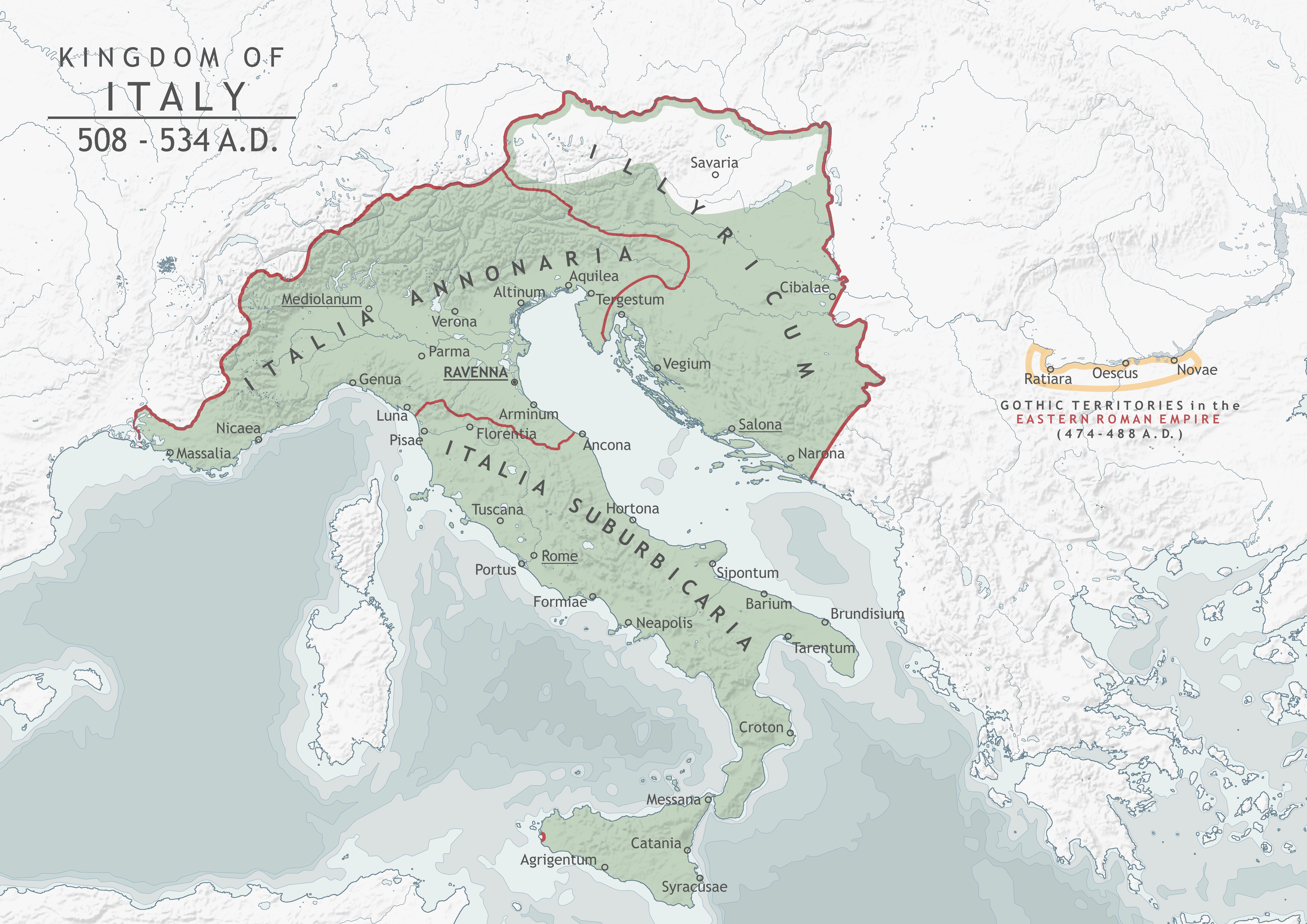
Größte Ausdehnung des Reiches

Das Ostgotenreich wurde von den Ostgoten (bzw. Ostrogoten) in Italien und angrenzenden Regionen gegründet und bestand mit der Hauptstadt Ravenna von 493 bis 540 und dann mit Pavia als Hauptstadt von 540 bis 553.
Nach Ansicht mehrerer Forscher kann man es auch als die Fortsetzung des Weströmischen Reiches auffassen, dessen innere Strukturen unter den gotischen reges großenteils unverändert fortbestanden.

## Eroberung Italiens durch die Ostgoten
Der Ostgote Theoderich zog 488 im Auftrag des oströmischen Kaisers Zeno, der den Amaler offenbar loswerden wollte, als Heermeister mit dem Großteil seiner ostgotischen foederati nach Italien, um Odoaker zu vertreiben. Dieser hatte 476 Romulus Augustulus, den letzten Westkaiser in Italien, abgesetzt und als patricius das Land regiert. Theoderich wurde von Zeno statt Odoaker zum patricius erhoben und sollte Rom und Italien für das Imperium zurückerobern und regieren, bis der Kaiser selbst in den Westen kommen würde. Die Goten marschierten 489 in Italien ein. Odoakers Truppen wurden in zwei Schlachten besiegt und zurückgedrängt, doch Odoaker selbst verschanzte sich in Ravenna; damit begann die vierjährige Rabenschlacht.

## Herrschaft Theoderichs des Großen
493 verständigten sich Theoderich und Odoaker auf eine Herrschaftsteilung. Am 5. März 493 zog Theoderich in Ravenna ein und ermordete wenige Tage später Odoaker. Fortan herrschte Theoderich als princeps Romanus und „an Stelle des Kaisers“ über Italien, während er zugleich den Titel rex führte. Ostrom musste dies hinnehmen, auch wenn der neue Kaiser Anastasius dem Goten zunächst die Anerkennung versagte. 497/8 kam es dann zu einer vorläufigen Einigung zwischen Ravenna und Konstantinopel, wobei sich die Duldung der gotischen Herrschaft aus Sicht des Kaisers wohl nur auf Theoderich, nicht auf etwaige Nachkommen bezog. Theoderichs formale Rechtsstellung – war er eher gotischer König oder stand er eher in der Tradition von weströmischen Heermeistern und patricii wie Ricimer? – ist in der Forschung umstritten.
Nach Ausschaltung der Konkurrenz im eigenen Lager war die Herrschaft Theoderichs gekennzeichnet von der Anknüpfung an die spätantike Verwaltungspraxis in Italien, vom Bestreben um einen Ausgleich zwischen seinen gotischen Kriegern und der zahlenmäßig weit überlegenen römischen Zivilbevölkerung und die Konsolidierung der Macht durch eine Heirats- und Bündnispolitik. Er konnte jedoch nicht die Etablierung der fränkischen Herrschaft über Gallien verhindern; nur die Mittelmeerküste blieb auch nach 507 zunächst westgotisch. 511 machte er sich zum König über die vier Jahre zuvor von den Franken besiegten Westgoten. Im Inneren kam es zu einer kulturellen Spätblüte Italiens, das sich durch die innere Befriedung auch wirtschaftlich erholte. Obwohl die Ostgoten an ihrem arianischen Bekenntnis festhielten, blieb auch das Verhältnis zur römischen Kirche lange Zeit unproblematisch. Die römische Elite arrangierte sich mit der gotischen Herrschaft, und viele Senatoren traten in Theoderichs Dienste. Der spätrömische cursus honorum blieb dabei bestehen.

## Tod Theoderichs und dynastische Konflikte
Die letzten Jahre Theoderichs wurden überschattet von Spannungen mit Konstantinopel, die zu Fehlleistungen wie der Hinrichtung des Boethius führten: 519 endete das Akakianische Schisma zwischen Rom und Konstantinopel, so dass die Katholiken Italiens nun wieder in Kommunion mit dem oströmischen Kaiser lebten. Dies führte offenbar dazu, dass Theoderich auch ein politisches Bündnis von Papst und Kaiser gegen die arianischen Goten befürchtete. Im Senat scheinen sich überdies Gotenfreunde und Kaiserfreunde feindlich gegenübergestanden zu haben. Da sein zum Nachfolger designierter Schwiegersohn vor ihm starb, reagierte Theoderich zunehmend empfindlich und brutal. Er starb schließlich am 30. August 526, wobei zahlreiche Legenden über seinen Tod entstanden. Sein Grab in Ravenna ist leer, die Oströmer haben die sterblichen Überreste des rex, der wohl schon bald „der Große“ hieß, bei der Rückeroberung 540 entfernt. In den lateinischen und griechischen Quellen wird Theoderich überwiegend sehr positiv dargestellt.
Die Zeit nach seinem Tod war chaotisch: Als Vormund des designierten, aber erst 10-jährigen Nachfolgers Athalarich agierte Theoderichs Tochter Amalasuntha. Viele gotische Krieger scheinen hiermit nicht einverstanden zu sein und nötigten dem Kind angeblich einen Lebensstil auf, der Athalarich bereits mit 18 Jahren versterben ließ. Amalasunthas Vetter Theodahad, den sie nach Athalarichs Tod als rex akklamieren ließ, entmachtete sie 534. Ostrom griff unter dem energischen Kaiser Justinian in den Machtkampf ein: Der oströmische Feldherr Belisar, den Amalasuntha noch 533 im Kampf gegen den Vandalen Gelimer unterstützt hatte, landete 535 auf Sizilien, eroberte dann Süditalien mit Neapel und stieß rasch bis nach Rom vor. Die Goten stürzten den militärisch erfolglosen Theodahad und erhoben 536 Witichis zum rex, der Belisar bis 540 standhalten konnte. Doch im Mai 540 zog Belisar in Ravenna ein, nachdem ihm die Ostgoten das Kaisertum des Westens angeboten hatten, und nahm den rex gefangen: Die Ostgoten schienen besiegt. Belisar sandte Witichis gefangen zu Justinian und schlug die Kaiserkrone aus. Nach dem Fall von Ravenna wurden der Hof und der königliche Schatz nach Pavia gebracht, wo bereits Theoderich einen Königspalast errichten ließ.
Die Reste des Gotenheeres erhoben daher 541 Totila zum rex, dem es dann völlig überraschend gelang, innerhalb kurzer Zeit größere Teile Italiens zurückzuerobern. Offenbar hatten sich die kaiserlichen Beamten in kürzester Zeit so unbeliebt gemacht, dass Totila viele Anhänger fand. In den folgenden zehn Jahren wurde das Land durch den Krieg so gründlich verwüstet, dass diese Katastrophe das Ende der spätantiken Kultur Italiens bedeutete; es tobte ein grausamer Krieg mit wechselndem Glück. Auch der erneut entsandte Belisar konnte aufgrund zu geringer Truppenstärke – die kaiserliche Hauptarmee war durch einen Krieg gegen die persischen Sassaniden gebunden – keine Entscheidung herbeiführen und wurde schließlich wieder abberufen. 552 wurde die neue oströmische Italienarmee (etwa 30.000 Soldaten) dann von Narses angeführt, der Totila 552 in der Schlacht von Busta Gallorum entscheidend schlug, wobei der rex den Tod fand.
Mit Totilas Nachfolger Teja, dem letzten rex der Ostgoten, endete im Herbst 552 in der Schlacht am Mons Lactarius die ostgotische Agonie. Die meisten Goten unterwarfen sich Narses. 554 reorganisierte Justinian die Verwaltung Italiens und schaffte dabei den Hof in Ravenna und die meisten senatorischen Ämter ab; Italien wurde nun direkt Konstantinopel unterstellt. Die überlebenden Goten wurden teils zu oströmischen Untertanen, teils leisteten sie an einigen Orten noch bis 562 hinhaltenden Widerstand, und teils schlossen sie sich den Franken und Langobarden an.

## Herrscher des Ostgotenreiches
- Theoderich der Große (Thiudoric) 493–526
- Athalarich (Atthalaric) 526–534
- Theodahad (Thiudahad) 534–536
- Witichis (Wittigeis) 536–540
- Hildebad (Ildibad) 540–541
- Erarich (Heraric, Ariaric) 541
- Totila (Baduila) 541–552
- Teja (Theia, Teja) 552